# Jan Krčmář
Jan Krčmář (27. července 1877 Praha – 31. května 1950 Praha) byl rakousko-uherský, český a československý právník a politik, profesor občanského práva a za první republiky nestranický ministr školství a národní osvěty.

## Život

### Pedagogická dráha
Českou právnickou fakultu v Praze vystudoval roku 1901 a promován doktorem práv byl jako jeden z nejlepších studentů se zvláštními poctami (sub auspiciis imperatoris). Poté získal krátkou praxi v justici a absolvoval studijní pobyt na univerzitě v Lipsku, kde si prohluboval své znalosti soukromého práva. Po návratu se habilitoval, přednášel o mezinárodním právu soukromém, v němž se postupně stal nejvýznamnějším českým odborníkem. Vydal např. základní studijní pomůcku Úvod do mezinárodního práva soukromého (1906), ale zejména také postupně pětidílnou sérii učebnic Právo občanské (I. všeobecná část, II. věcná práva, III. obligační právo, IV. rodinné právo a V. dědické právo) a zároveň hojně publikoval v odborných časopisech. Roku 1907 byl Jan Krčmář jmenován mimořádným a v roce 1911 řádným profesorem rakouského soukromého práva. Jeden rok působil na vídeňském ministerstvu školství, ale poté se již věnoval výuce občanského práva na české právnické fakultě v Praze, v letech 1916–1917 zde vykonával i funkci děkana. Byl též členem České akademie věd a umění, Šafaříkovy učené společnosti či dopisujícím členem bruselského Ústavu pro srovnávací právo.

### Politické působení
Po vzniku Československa se coby právní poradce ministra zahraničních věcí zúčastnil jednání o Versailleské smlouvě, zpracovával stanoviska k otázkám majetkoprávním, finančním či národnostních menšin. Byl hlavním autorem mezinárodních rozhodčích smluv s Německem, Rakouskem, Polskem, Dánskem a Švédskem, členem československé delegace u Společnosti národů a zasedal ve Stálém rozhodčím soudním dvoru v Haagu. Jeho činnost na mezinárodním poli byla oceněna řadou vyznamenání.
Jan Krčmář zastával rovněž post předsedy Československé konfederace duševních pracovníků, především ale byl opakovaně ministrem školství a národní osvěty. Byl jím od března do října 1926 v úřednické druhé vládě Jana Černého. Opětovně se do kabinetu vrátil v únoru 1934 v druhé vládě Jana Malypetra a portfeji si udržel i v následující třetí vládě Jana Malypetra a první vládě Milana Hodži a zčásti i druhé vládě Milana Hodži až do ledna 1936, kdy ho nahradil stranický ministr. Jako člen vlády připravil mj. zákony o pozemkové reformě nebo tzv. manželskou novelu obecného zákoníku občanského, také byl jedním z hlavních zpracovatelů osnovy nového československého občanského zákoníku, který však nakonec nebyl přijat. Po Únoru 1948 sice na vlastní žádost univerzitu opustil a odešel na odpočinek, ale zároveň se ještě podílel na vypracování osnovy středního občanského zákoníku, což se odrazilo na jeho relativně vysoké legislativně technické úrovni.

### Rodina

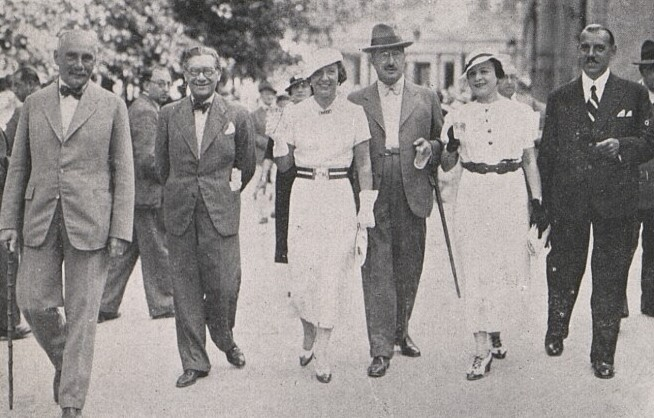
Jan Krčmář (druhý zleva) a Míla Pačová-Krčmářová (druhá zprava), Mariánské Lázně 1935

Jeho otcem byl Jan Krčmář (1845–1924), v době Rakouska-Uherska prezident Zemského soudu v Praze (1905–1907), matka Josefa (* 1857 Hradec Králové) byla rozená Poncová; Jan byl druhé ze dvou dětí. Jan Krčmář měl za manželku herečku Mílu Pačovou, manželé měli byt v Praze a vilu v Třemošnici, kam za nimi jezdili přátelé z politických a uměleckých kruhů.
Spolu se svou manželkou byl pohřben na Vinohradském hřbitově.